# Offensive de Khan Cheikhoun
Ne doit pas être confondu avec Bataille de Khan Cheikhoun.
- Territoire contrôlé par le gouvernement syrien et ses alliés
- Territoire contrôlé par Hayat Tahrir al-Cham, le Front national de libération, l'Armée nationale syrienne et leurs alliés
- Territoire contrôlé conjointement par le gouvernement syrien et les Forces démocratiques syriennes

Guerre civile syrienne
Batailles
L'offensive de Khan Cheikhoun, baptisée « Aube d'Idleb » par le régime (de l'arabe : فجر إدلب), a lieu lors de la guerre civile syrienne. Elle est lancée le 6 mai 2019 par l'armée arabe syrienne et ses alliés contre les groupes djihadistes et rebelles. Elle intervient malgré un accord conclu le 17 septembre 2018 par la Russie et la Turquie, qui prévoyait l'instauration d'une zone démilitarisée à Idleb. Pendant les trois premiers mois de combats, les groupes djihadistes et rebelles, dominés par Hayat Tahrir al-Cham et le Front national de libération, parviennent à contenir l'avancée des loyalistes. L'armée syrienne finit cependant par enfoncer les défenses rebelles en août et l'offensive aboutit à la reconquête des villes de Khan Cheikhoun, Latamné, Kafr Zita et Morek, ainsi que de leurs localités environnantes. Le 31 août 2019, l'armée syrienne cesse son offensive après la proclamation d'un cessez-le-feu par l'armée russe. 

## Prélude
À l'été 2018, après le succès de l'offensive de Deraa, le régime syrien tourne ses forces vers le nord-ouest de la Syrie, avec pour objectif de reprendre la région d'Idleb, qui est alors tenue par les djihadistes de Hayat Tahrir al-Cham et les rebelles pro-turcs du Front national de libération, une nouvelle formation fondée au printemps 2018 par la fusion de groupes de l'Armée syrienne libre et du Jabhat Tahrir Souriya,,. Mais le camp loyaliste se heurte à la Turquie, qui s'oppose à toute offensive et dont l'armée est déployée depuis près d'un an dans douze postes d'observation établis autour d'Idleb dans le cadre de l'instauration des « zones de désescalade » prévue par l'accord d'Astana,. La Russie tient cependant à se montrer conciliante avec la Turquie afin de préserver le processus d'Astana et le rapprochement diplomatique entre les deux pays,. Le 17 septembre, à Sotchi, les négociations entre Ankara et Moscou aboutissent à la décision de créer une zone démilitarisée à Idleb,,. Une trêve fragile s'installe alors.
Le 1er janvier 2019, des affrontements éclatent subitement dans le gouvernorat d'Idleb et l'ouest du gouvernorat d'Alep entre Hayat Tahrir al-Cham (HTC) et le Front national de libération (FNL). En quelques jours, les rebelles pro-turcs sont complètement battus dans l'ouest du gouvernorat d'Alep qui passe entièrement aux mains des djihadistes. La Turquie ne réagit pas. Le 10 janvier, un accord de trêve est conclu et les factions du FNL acceptent que le gouvernorat d'Idleb passe sous l'administration du gouvernement de salut syrien,. De fait, la poche d'Idleb passe presque entièrement sous le contrôle de Hayat Tahrir al-Cham et de groupes djihadistes alliés,.
Malgré l'accord de Sotchi, plusieurs raids et escarmouches continuent d'opposer les forces du régime aux djihadistes et aux rebelles. En mars 2019, le régime syrien intensifie ses frappes aériennes et ses tirs d'artillerie le long de l'autoroute M5, qui relie Damas à Alep via le gouvernorat d'Idleb. Le 13 mars l'aviation russe mène des frappes dans la région d'Idleb pour la première fois depuis la conclusion de l'accord de Sotchi,. Des dizaines de raids sont menés sur plusieurs points, notamment contre les villes d'Idleb et de Saraqeb. Selon l'Observatoire syrien des droits de l'homme (OSDH), au moins 13 civils sont tués, dont six enfants, et une soixantaine sont blessés. Selon Amnesty International, pendant le mois de mars « un hôpital, une banque de sang et des installations médicales, ainsi qu’une boulangerie et une école » sont frappés à Saraqeb, Cheikh Idriss, Talmans et Khan Cheikhoun,. Le 3 avril, l'aviation russe bombarde la région de Jabal al-Zawiya après des tirs d'artillerie de Hayat Tahrir al-Cham sur deux villages du gouvernorat de Hama. Selon l'ONU, au moins 200 civils sont tués dans la région d'Idleb entre février et fin avril 2019 et près de 140 000 personnes ont été déplacées par les violences au cours de la même période. Au cours du mois d'avril, plus de 32 500 personnes quittent leur foyers à cause des bombardements et se déplacent vers la frontière turque.
Le 20 avril, un groupe djihadiste, l'Armée Abou Bakr al-Siddiq, affilié à Hayat Tahrir al-Cham, attaque des positions du régime sur les limites occidentales de la ville d'Alep. Au moins 13 loyalistes et huit assaillants sont tués dans ce combat selon l'OSDH. Le 25 avril, des roquettes s'abattent sur la base aérienne de Hmeimim. Le 26 avril, l'aviation russe et l'artillerie syrienne mènent plusieurs bombardements dans les régions d'Idleb et Hama ; selon l'OSDH au moins dix civils sont tués par les avions russes à Kafranbel et Tal Hawach. Le 27 avril, des hommes de Hayat Tahrir al-Cham et de Tanzim Hurras ad-Din attaquent des positions du régime à Zammar et Khan Touman, au sud-ouest d'Alep, tuant au moins 22 combattants loyalistes contre huit morts dans leurs rangs,. Le 4 mai, un obus loyaliste s'abat sur un poste d'observation turc et blesse deux à quatre soldats,.
Début mai, les frappes aériennes russes et loyalistes s'intensifient,. Selon l'OSDH, ces frappes tuent au moins 12 civils le 3 mai, puis neuf autres le 4, dont un membre des Casques blancs. Le 5 mai, trois hôpitaux sont bombardés à Kafranbel, Hass et Kafr Zita. Les deux premiers sont mis hors de service et au moins huit civils sont tués. 
La Russie justifie l'offensive en affirmant que Hayat Tahrir al-Cham massait des combattants dans la plaine de Sahl al-Ghab, au nord-ouest du gouvernorat de Hama. Son objectif pourrait être aussi de riposter aux tirs d'artillerie djihadistes et rebelles régulièrement menés contre la base aérienne de Hmeimim,. Le régime syrien pourrait quant à lui avoir pour objectif de s'emparer du reste de l'autoroute M4 reliant Lattaquié à Alep et de l'autoroute M5 reliant Damas à Alep, et dont certaines parties passent en territoire rebelle. La sécurisation de ces axes permettrait au régime de rouvrir un corridor entre la Jordanie et la Turquie et de s'assurer d'un approvisionnement en carburant, alors que le régime syrien connaît une sévère pénurie en raison des sanctions renforcées des États-Unis contre l'Iran.

## Forces en présence
L'armée arabe syrienne dispose sur le front d'Idleb de forces issues de la 8e division, de la 2e brigade du 5e corps, de la 4e division blindée commandée par Maher el-Assad et des Forces du Tigre de Souheil al-Hassan. Du côté des milices, les Forces de défense nationale, la Garde nationaliste arabe, le Liwa al-Quds et les Forces d'al-Gadhab sont également présentes. Parmi les combattants du régime engagés en première ligne figurent notamment des ex-rebelles de la Ghouta et de Deraa enrôlés après leurs défaites en 2018. Des combattants russes issus de compagnies privées de sécurité participent aussi à l'offensive. En revanche, les Iraniens et les milices chiites étrangères restent à l'écart des combats,,,.
Du côté des rebelles, la poche d'Idleb est dominée par les djihadistes de Hayat Tahrir al-Cham. Le Front national de libération (FNL), soutenu par la Turquie, est également présent sur la ligne de front au nord du gouvernorat de Hama,. Le groupe Jaych al-Ezzah, rattaché à l'Armée syrienne libre, occupe la région de Latamné. Le Parti islamique du Turkestan tient la région de Jisr al-Choghour. Le 10 mai, toutes les forces rebelles et djihadistes présentes dans l'enclave se rassemblent dans une chambre d'opération baptisée « Fateh Dimashq » (« Conquête de Damas »).
Certains groupes de l'Armée nationale syrienne, basée dans les régions d'al-Bab et Afrine, envoient également des renforts dans la région d'Idleb pendant l'offensive, notamment le Front du Levant et Ahrar al-Charkiya,, Jaych al-Charkiya et Tajamo Chouhada al-Charkiya.
L'agence Reuters indique que selon des hauts responsables de l'opposition syrienne et des sources au sein de la rébellion, de nouvelles armes sont fournies par la Turquie aux rebelles syriens après le début de l'offensive de mai,.

## Déroulement

### Offensive loyaliste à Kafr Nabouda et Qalaat al-Madiq en mai

Évolution dans la poche d'Idleb en mai 2019.
Territoire contrôlé par le gouvernement syrien et ses alliés
Territoire contrôlé par Hayat Tahrir al-Cham, le Front national de libération, l'Armée nationale syrienne et leurs alliés
Territoire contrôlé conjointement par le gouvernement syrien et les Forces démocratiques syriennes

L'opération, baptisée « Chute d'Idleb », est déclenchée par le régime le 6 mai. Ce jour-là, les troupes loyalistes attaquent une colline et les villages d'al-Djanabara et de Tall Osman, près de la ville de Kafr Nabouda (en), défendus par Hayat Tahrir al-Cham et le Parti islamique du Turkestan,,,. Selon l'Observatoire syrien des droits de l'homme (OSDH) au moins 24 loyalistes et 29 djihadistes sont tués les 6 et 7 mai. Les loyalistes prennent les deux villages dès le premier jour, puis ils s'emparent de la colline de Tall Osman le 7 mai
La 4e division blindée lance également une attaque à Kabani et Tallat Abou Assad, dans le gouvernorat de Lattaquié,. Au moins 14 miliciens loyalistes et 9 rebelles du Front national de libération sont tués le 7 mai selon l'OSDH,. L'offensive loyaliste est repoussée dans ce secteur.
L'offensive est alors assez limitée. Dans les jours qui suivent elle se poursuit surtout dans deux régions : le secteur de Katani, dans le gouvernorat de Lattaquié et la plaine d'al-Ghab, à l'ouest de Khan Cheikhoun dans le nord-ouest du gouvernorat de Hama et le sud-ouest du gouvernorat d'Idleb. Aucune attaque terrestre n'est menée sur la façade est de l'enclave d'Idleb. 
Le 8 mai à l'aube, les troupes du régime syrien menées par les Forces du Tigre lancent l'assaut sur la petite ville de Kafr Nabouda (en),,. Hayat Tahrir al-Cham tente de résister et envoie un véhicule kamikaze pour la première fois depuis plus d'un an. En fin de journée après des combats acharnés, Kafr Nabouda est prise par les loyalistes. Ces derniers auraient eu une vingtaine de tués et perdu deux chars dans l'assaut. 
Le 9 mai, les loyalistes prennent Qalaat al-Madiq (en) sans combat, après un accord avec le conseil local,. C'est depuis cette localité, située à l'ouest de Kafr Nabouda (en), que les djihadistes avaient l'habitude de tirer des roquettes sur la base aérienne de Hmeimim. 
Le 10 mai, les djihadistes et les rebelles lancent une contre-offensive sur Kafr Nabouda (en),,,. Les djihadistes arrivent aux abords de la ville, mais les loyalistes les repoussent après leur avoir tué une quarantaine d'hommes,.  
Le 11 mai, les loyalistes tentent ensuite d'avancer au nord de Qalaat al-Madiq (en), dans la plaine d'al-Ghab, et à l'est de Kafr Nabouda (en), vers la ville de Khan Cheikhoun.
Le 12 mai, les loyalistes s'emparent de quatre villages sur les limites des gouvernorats d'Idleb et de Hama. Le même jour, Abou Mohammed al-Joulani, le chef de Hayat Tahrir al-Cham, lance un appel à « prendre les armes » pour défendre la région d'Idleb : « Nous appelons quiconque est capable de prendre les armes (…) à partir pour le champ de bataille ». Selon lui, l'offensive des forces loyalistes signifie « la mort de tous les accords antérieurs » et montre qu’« on ne peut faire confiance qu’aux djihadistes et à la force militaire ». Le 17 mai, al-Joulani appelle également les groupes rebelles pro-turcs à participer aux combats contre les forces du régime.
Le 12 mai, les loyalistes lancent un nouvel assaut dans le gouvernorat de Lattaquié,. RFI fait état de la mort de plus de 20 soldats dans cette zone d'après des sources proches de Damas. Selon l'OSDH, au moins 21 loyalistes et 31 djihadistes sont tués du 12 au 13 mai dans cette région.
Le soir du 13 mai, Hayat Tahrir al-Cham et le Front national de libération lancent une nouvelle contre-offensive dans le nord du gouvernorat de Hama. Les djihadistes et les rebelles effectuent des tirs d'artillerie lourde puis engagent le combat au sol. Le même jour, un centre des Casques blancs est mis hors d'usage à Kafranbel après avoir subi des bombardements russes.
Le 15 mai, appuyés par des centaines de tirs d'artillerie et de roquettes, les loyalistes s'emparent de trois localités dans le gouvernorat de Hama et arrivent au pied du massif montagneux de Jabal al-Zawiya.
Le 17 mai, les bombardements sont particulièrement intenses : une soixantaine de raids sont menés par l'aviation du régime, des dizaines de barils d’explosifs sont largués par des hélicoptères et des centaines d'obus artillerie et de roquettes sont échangés de part et d'autre sur plusieurs points de la « zone démilitarisée ». À cette date, les loyalistes se sont emparés d'une vingtaine de localités depuis le début de leur offensive.
Le 19 mai, l'armée russe annonce que « à partir de 00h00 le 18 mai, les forces armées syriennes ont cessé le feu de manière unilatérale dans la zone de désescalade d'Idleb. [...] Toutefois, des tirs visant les positions des forces gouvernementales et les civils dans les provinces de Hama, de Lattaquié et d'Alep continuent ». L'OSDH affirme cependant que les bombardements du régime se poursuivent le 19 mai, malgré l'annonce de l'armée russe. Le même jour, une attaque chimique au chlore aurait été menée par le régime syrien dans la poche d'Idleb selon les États-Unis qui indiquent que plusieurs combattants de l'opposition auraient été blessés,,. Hayat Tahrir al-Cham accuse également le régime d'avoir lancé une attaque au chlore contre ses combattants dans le gouvernorat de Lattaquié. L'armée syrienne dément en parlant d'une affaire « fabriquée ». L'OSDH déclare n'avoir « documenté aucune attaque chimique dans les montagnes de Lattaquié », précisant qu'une confirmation objective de l'incident étant impossible dans ce secteur, tenu uniquement par les djihadistes et déserté par les civils. Les Casques blancs déclarent également ne disposer « d'aucune information sur cette attaque ».
Le 21 mai, Hayat Tahrir al-Cham lance une nouvelle contre-attaque dans le gouvernorat de Hama. Selon l'armée russe, l'assaut est lancé par 500 hommes, sept chars et 30 pick-up équipés de mitrailleuses lourdes. Le 22 mai, les djihadistes parviennent à reprendre la majeure partie de la petite ville de Kafr Nabouda (en) au régime,,,. Selon l'OSDH, au moins 51 loyalistes et 36 djihadistes trouvent la mort dans les combats, tandis qu'au moins 23 civils sont tués par des frappes aériennes loyalistes.
Le 23 mai, la chaîne d'informations britannique Sky News affirme qu'une de ses équipes, constituée de la journaliste Alex Crawford (en), de Martin Vowles et deux activistes syriens, « a été délibérément prise pour cible et attaquée par les forces du régime syrien »,,. Selon Alex Crawford, l'équipe, alors présente dans une zone tenue par Hayat Tahrir al-Cham, à al-Habit, près de Khan Cheikhoun, est repérée par un drone, puis visée par des obus « probablement tirés depuis un char de combat russe T-72 »,. Bilal Abdul Kareem (en), un des deux militants qui accompagnait l'équipe, est blessé par un éclat d'obus au niveau de la poitrine.
Le 26 mai, les forces du régime reprennent Kafr Nabouda (en),. Le 27 mai, les djihadistes tentent une contre-attaque que les loyalistes repoussent. Le 30 mai, les combats au sol baissent en intensité. Cependant les raids aériens du régime et de la Russie se poursuivent inlassablement dans la région d'Idleb,,,. Au moins 12 civils sont ainsi tués le 26 mai, suivis par au moins 27 autres le 28 mai et au moins 25 le 10 juin.

### Contre-offensive rebelle à Jibine et Tal Maleh en juin et juillet

Évolution dans la poche d'Idleb en juin et juillet 2019.
Territoire contrôlé par le gouvernement syrien et ses alliés
Territoire contrôlé par Hayat Tahrir al-Cham, le Front national de libération, l'Armée nationale syrienne et leurs alliés
Territoire contrôlé conjointement par le gouvernement syrien et les Forces démocratiques syriennes

Le 6 juin, les djihadistes et les rebelles lancent une contre-offensive dans le nord du gouvernorat de Hama, depuis les régions de Kafr Zita et de Latamné, afin de prendre les positions loyalistes à revers par le sud. Les rebelles s'emparent de plusieurs collines et des villages de Jibine (en) et de Tal Maleh (en),,,. Les lignes d'approvisionnement loyalistes entre Al-Suqaylabiyya et Mhardeh sont coupées. De violents combats se poursuivent dans cette zone, faisant selon l'OSDH au moins 147 morts dans les rangs du régime et 119 du côté de l'opposition — dont 69 djihadistes et 50 rebelles — entre le 6 et le 9 juin. Une figure de l'opposition syrienne, Abdel Basset Sarout, alors commandant dans les rangs de Jaych al-Ezzah, figure parmi les morts.
Le 12 juin, le Centre russe pour la réconciliation des belligérants annonce qu'un cessez-le-feu a été conclu à minuit, « à l'initiative de la partie russe, avec la médiation de la Turquie et de la Russie ». Cependant la Turquie dément cette annonce le 13 juin,. Le même jour, trois soldats turcs sont blessés selon Ankara par des tirs « délibérés » d'obus de mortier effectués par l'armée syrienne contre un poste d'observation. Le 15 juin, l'armée syrienne mène plusieurs assauts pour reprendre Jibine et Tal Maleh, mais ceux-ci sont repoussés,. Au moins 26 combattants loyalistes sont tués dans ces combats selon l'OSDH, dont huit par l'explosion de mines souterraines, ainsi que neuf djihadistes et rebelles, tandis qu'au moins dix civils trouvent la mort dans les bombardements du régime. Le 16 juin, un autre poste d'observation turc, celui situé près de la ville de Morek, est à son tour touché par des obus de mortier loyalistes qui causent des dégâts matériels. Cette fois l'artillerie turque riposte et pilonne des positions de l'armée syrienne,. Le 15 juin, douze civils sont tués par des tirs d'artillerie djihadistes contre le village d'al-Wadihi, au sud d'Alep. Le 18 juin, une nouvelle contre-attaque est lancée à l'aube par Hayat Tahrir al-Cham dans le nord du gouvernorat de Hama, mais l'assaut est repoussé par les forces du régime. Au moins 14 loyalistes et 31 rebelles et djihadistes y trouvent la mort selon l'OSDH. Le 20 juin, les loyalistes lancent un nouvel assaut contre la colline de Tal Maleh, les combats font au moins 31 morts du côté du régime et 27 dans les rangs de l'opposition, mais les défenses rebelles tiennent,.
Fin juin, les combats au sol baissent en intensité, mais les bombardements du régime se poursuivent dans le sud du gouvernorat d'Idleb et le nord du gouvernorat de Hama. Au moins 19 civils et 11 djihadistes sont ainsi tués le 19 juin suivis par au moins 20 civils, dont trois secouristes et huit enfants le 20 juin. Le 26 juin, au moins neuf civils, dont deux Casques blancs à Khan Cheikhoun, sont encore tués dans des raids aériens. Le 27 juin, un soldat turc est tué et trois autres sont blessés par des tirs de l'armée syrienne contre le poste d'observation de Chir Maghar,.
Le 28 juin, une nouvelle offensive est lancée à l'aube par l'armée syrienne contre la colline de Tal Maleh,. Plus de 200 frappes aériennes sont menées, un millier d'obus et de roquettes sont tirés et quatre assauts sont lancés pendant la journée, mais les troupes du régime sont à nouveau repoussées. Les combats font au moins 51 morts chez les loyalistes et 45 du côté des rebelles et des djihadistes selon l'OSDH,. 
Le 29 juin dans la soirée, le poste d'observation turc de Chir Maghar est une nouvelle fois bombardé par l'artillerie du régime syrien. Le soir du 5 juillet, au moins 13 civils, dont sept enfants, sont tués dans le village de Mahambel par des bombardements du régime syrien et de la Russie. Le lendemain, au moins sept civils sont encore tués à Khan Cheikhoun par des tirs de roquettes.
Le 9 juillet, les djihadistes et les rebelles lancent une offensive dans le gouvernorat de Lattaquié. Ils parviennent à enfoncer les lignes loyalistes dans le massif de Jabal Turkman. En fin de journée, l'armée syrienne parvient à stabiliser la situation, puis lance une contre-offensive qui lui permet de reprendre une partie du terrain perdu. Le lendemain, l'aviation syrienne bombarde quelques quartiers de Jisr al-Choughour, ainsi que son hôpital, qui est mis hors de service, tuant sept civils dont trois enfants.
Le soir du 10 juillet, les djihadistes et les rebelles prennent le village et la colline d'Hamameyat, situés entre Jibine et Karnaz, dans le gouvernorat de Hama,. Mais les loyalistes lancent une contre-attaque et parviennent à reprendre Hamameyat et sa colline dans la nuit du 11 au 12 juillet,. En trois jours, les combats dans cette zone font au moins 67 morts pour les forces du régime et 56 du côté des rebelles et des djihadistes selon l'OSDH,.
Le 21 juillet, les frappes aériennes du régime causent la mort de 18 civils, principalement à Khan Cheikhoun, dont Anas Dyab, un jeune journaliste citoyen, et sept enfants. Le 22 juillet, les bombardements contre la province d'Idleb font au moins 59 morts et plus de 100 blessés parmi les civils selon l'OSDH et l'OCHA,,,,. Le raid le plus meurtrier — imputé à la Russie par l'OSDH et le FNL — est mené contre un marché à Maarat al-Nouman et cause la mort d'au moins 39 civils, dont 8 femmes et 5 enfants,,. Les bombardements loyalistes contre les civils font encore au moins sept morts le 23 juillet, 20 morts le 24 juillet, 12 morts le 25 juillet, 15 morts le 27 juillet et 14 morts le 29 juillet.
Le soir du 28 juillet, l'armée syrienne lance un nouvel assaut sur Jibine et Tal Maleh. Cette fois les deux villages sont repris pendant la nuit par les loyalistes au terme de combats ayant fait au moins huit morts pour les forces du régime et 14 tués du côté des rebelles et des djihadistes,,,.

### Conférence de Nour-Soultan et bref cessez-le-feu début août
Le 1er août 2019, la Russie, la Turquie et l'Iran se retrouvent à Nour-Soultan — anciennement Astana — pour une nouvelle conférence de paix,. L'ONU, la Jordanie, et pour la première fois le Liban et l'Irak, sont présents en tant qu'observateurs,.
Le même jour, dans la soirée, le régime syrien déclare accepter un cessez-le-feu dans la région d'Idleb, mais « à condition que l'accord de désescalade soit appliqué ». L'annonce est aussitôt saluée par la Russie, ainsi que, prudemment, par les États-Unis le 4 août. L'émissaire syrien aux négociations d'Astana, Bachar Jaafari, déclare : « L'accord de cessez-le-feu est conditionné au respect par la Turquie des accords d'Astana et de Sotchi sur le désarmement des terroristes. Même si nous sommes patients, notre patience est limitée. Nous n'attendrons pas indéfiniment que la Turquie respecte ses engagements ».
Le soir du 1er août, peu avant minuit, les avions syriens et russes se retirent du ciel d'Idleb. D'ultimes frappes sont menées deux minutes avant l'application du cessez-le-feu au sud de Khan Cheikhoun, mais elles ne font pas de victime. Aucune frappe aérienne ni combat au sol n'a lieu dans les quatre jours qui suivent, cependant des tirs d'artillerie et de roquettes sont échangés ponctuellement,,,,,.
Le 2 août, Hayat Tahrir al-Cham publie un communiqué dans lequel il déclare que « tout bombardement ou agression contre les villes et les localités » d'Idleb et ses environs « aboutira à la rupture du cessez-le-feu de notre côté. Nous aurons le droit de répliquer ». Le lendemain, le chef du groupe, Abou Mohammed al-Joulani, déclare également qu'il refuse de retirer ses troupes de la « zone démilitarisée » : « Ce que le régime n'a pas pris militairement et par la force, il ne l'obtiendra pas de manière pacifique par la négociation et la politique (...) Nous ne nous retirerons jamais de la zone »,,.
Dès le 5 août, l'armée syrienne annonce qu'elle rompt le cessez-le-feu, accusant la Turquie de ne pas avoir respecté ses engagements : « L'accord en vue d'une trêve était soumis à des conditions. Elles n'ont pas été réunies. Nous reprenons nos opérations militaires contre des organisations terroristes »,,,. Damas justifie également la rupture de la trêve en accusant les rebelles d'avoir ciblé le même jour la base aérienne de Hmeimim,. Selon la Russie, un village situé près de la base est touché par trois roquettes qui font quatre blessés,. Les bombardements aériens reprennent alors dans la région d'Idleb,.

### Offensive loyaliste contre Khan Cheikhoun en août

Évolution dans la poche d'Idleb en août 2019.
Territoire contrôlé par le gouvernement syrien et ses alliés
Territoire contrôlé par Hayat Tahrir al-Cham, le Front national de libération, l'Armée nationale syrienne et leurs alliés
Territoire contrôlé conjointement par le gouvernement syrien et les Forces démocratiques syriennes

Après la rupture de la trêve, l'armée syrienne tente de progresser vers les villes de Kafr Zita et Latamné. Dans la nuit du 6 au 7 août, elle s'empare des villages d'al-Zakat et d'al-Arbaïne, où au moins 17 loyalistes et 23 rebelles, dont 16 djihadistes, sont tués selon l'OSDH,.
Un peu plus au nord, les loyalistes avancent aussi vers al-Habit (en), localité située entre Kafr Nabouda (en) et Khan Cheikhoun. Le 10 août, les combats sur la ligne de front font au moins 32 morts chez les combattants du régime et 38 pour les djihadistes et les rebelles, selon l'OSDH,. Les affrontements les plus acharnés ont lieu près de al-Habit (en) pour le contrôle de la colline de Sukeik, qui change de main à plusieurs reprises au cours de la journée. À l'aube du 11 août, al-Habit tombe aux mains de l'armée syrienne,. Les combats de cette journée font au moins 21 morts chez les loyalistes et 40 chez Hayat Tahrir al-Cham et les rebelles selon l'OSDH,. Les forces du régime ne sont alors plus qu'à 9 kilomètres à l'ouest de Khan Cheikhoun. Le 14 août, après avoir pris cinq autres villages, les loyalistes arrivent à quatre kilomètres à l'ouest et à six kilomètres à l'est de Khan Cheikhoun. Le même jour, un avion de chasse Soukhoï Su-22 est abattu à l'est de la ville et son pilote est fait prisonnier par les hommes de Hayat Tahrir al-Cham,. Le groupe djihadiste diffuse ensuite une vidéo du pilote, lequel affirme s'appeler Mohammad Ahmad Sleiman et être général de l'armée de l'air syrienne. 
Le 16 août, les bombardements des forces aériennes syriennes et russes causent la mort d'au moins 15 civils dans la région d'Idleb, dont 13 parmi lesquels quatre enfants dans le camp de déplacés de Hass. Le 17 août, onze autres civils, dont une femme et six de ses enfants, sont tués par des raids aériens.
Les rebelles et les djihadistes parviennent à tenir leurs positions aux abords de Khan Cheikhoun pendant trois jours, mais le soir du 18 août, après d'intenses pilonnages à l'artillerie et plus de 200 raids aériens, l'armée syrienne parvient à entrer dans la ville par le nord-ouest,. Contrôlée par rebelles depuis 2014, Khan Cheikhoun est alors vidée de sa population civile, qui a fui les combats,. Les djihadistes continuent d'opposer une forte résistance à l'intérieur de la ville et ont recours à des attaques suicides,. Selon l'OSDH, au moins 
35 loyalistes et 62 djihadistes et rebelles sont tués les 17 et 18 août,. L'armée syrienne tente également d'atteindre Khan Cheikhoun par l'est. Sur ce front, des combats ont lieu le 19 août pour le contrôle de la colline de Tell Teri.
Le 19 août, la Turquie envoie un convoi d'environ 50 véhicules militaires, dont des blindés et au moins cinq chars, pour renforcer le poste d'observation de Morek. Mais près de Maarat al-Nouman, au niveau du village de Maar Hattat, à environ 15 kilomètres au nord de Khan Cheikhoun, les forces aériennes syriennes et russes bombardent les environs du convoi, ainsi que des véhicules rebelles placés à la tête de la colonne, afin de l'empêcher de poursuivre sa route,,. Selon l'OSDH, trois rebelles sont tués, dont au moins un membre de Faylaq al-Cham,,, tandis qu'Ankara fait état d'un bilan de trois morts et douze blessés parmi les civils. Une source au ministère syrien des Affaires étrangères, citée par l’agence officielle Sana, accuse alors la Turquie d'avoir cherché à « secourir les terroristes » en acheminant des « véhicules turcs chargés de munitions ». Le président Bachar el-Assad déclare également lors de la visite d'une délégation russe à Damas que « les derniers combats à Idleb ont révélé (...) le soutien clair et illimité d'Ankara aux terroristes ». Le ministère turc de la Défense déclare pour sa part dans un communiqué : « Nous condamnons fermement cette attaque qui est en contradiction avec les accords existants, la coopération et le dialogue avec la Russie », tandis que le ministre turc des Affaires étrangères avertit Damas de ne « pas jouer avec le feu ». Le même jour, l'armée syrienne parvient à s'emparer d'une portion de l'autoroute située au nord de Khan Cheikhoun, bloquant ainsi définitivement l'avancée du convoi turc et enrayant par la même occasion l'arrivée de forces rebelles en renforts à Khan Cheikhoun.
Le 20 août, les djihadistes et les rebelles se retirent de Khan Cheikhoun selon l'OSDH,,,. Cependant Hayat Tahrir al-Cham et le Front national de libération démentent s'être retirés de la ville, évoquant seulement un redéploiement de combattants. HTC concède seulement avoir évacué le nord de la ville. Cependant le 21 août, l'armée syrienne s'empare en totalité de la ville de Khan Cheikhoun,. La colline de Tell Teri, à l'est de la ville, est également conquise après plusieurs assauts. Au sud de Khan Cheikhoun, les villes de Latamné, Kafr Zita et Morek se retrouvent alors encerclées et sont prises sans résistance par les loyalistes le 23 août,,. Le poste d'observation de l'armée turque établi près de Morek se retrouve alors encerclé par l'armée syrienne,. La Turquie annonce cependant qu'elle ne compte pas se retirer du poste,,,.
Le 22 août, le régime syrien annonce l'ouverture d'un corridor humanitaire pour permettre aux civils qui le souhaitent de fuir. L'armée syrienne masse ensuite des renforts auprès de Khan Cheikhoun, avec l'objectif de faire mouvement sur Maarat al-Nouman, située 25 kilomètres plus au nord,,. Les frappes aériennes causent encore la mort d'au moins 10 civils le 27 août et de 16 autres le 28. 
Le 27 août, les djihadistes et les rebelles lancent une contre-attaque à l'est de Khan Cheikhoun. Au moins 29 loyalistes et 31 djihadistes et rebelles sont tués selon l'OSDH. Cependant le 29 août, les loyalistes font une nouvelle avancée dans ce secteur en s'emparant de la localité d'al-Tamanah (en) et de trois autres villages.
Le 27 août, Vladimir Poutine reçoit Recep Tayyip Erdoğan à Moscou. Le président russe déclare alors : « De concert avec le président turc, nous avons défini de nouvelles mesures communes visant à neutraliser les repaires de terroristes à Idlib et à normaliser la situation, là-bas comme dans le reste de la Syrie ». Le président turc promet pour sa part de prendre « toutes les mesures nécessaires» pour protéger les troupes de son pays »,. Mais dès le lendemain, des frappes aériennes ont lieu aux abords du poste d'observation turc de Cheikh Maghar.

### Cessez-le-feu en septembre
Le 30 août, l'armée russe annonce l'entrée en vigueur d'« un cessez-le-feu unilatéral des forces gouvernementales syriennes à partir de 06H00 le 31 août »,. Dans ce communiqué le « centre russe pour la réconciliation » appelle « les commandants des groupes armés à renoncer aux provocations et à se joindre au processus de règlement pacifique dans les zones qu'ils contrôlent »,. Le même jour, des heurts ont lieu au nord de la province d'Idleb, à Bab al-Hawa, où des centaines de civils dénonçant l'inaction de la Turquie et tentant de franchir la frontière sont repoussés à coups de gaz lacrymogènes par les forces turques.
Le 31 août, les forces aériennes syriennes et russes interrompent leurs frappes après l'entrée en vigueur du cessez-le-feu,. Des escarmouches et des tirs d'artillerie ont cependant encore lieu de part et d'autre, un drone russe est abattu et un civil est tué par des tirs de missiles loyalistes sur la ville de Kafranbel,,.
Le même jour, à Maarat Mesrin (en) et à Kafraya, au nord d'Idleb, une réunion de chefs djihadistes de Tanzim Hurras ad-Din et d'Ansar al-Tawhid et un camp d'entraînement sont frappés par des missiles de croisière tirés par l'armée américaine,,. Selon les services de secours locaux, l'attaque fait 29 morts, tandis que l'OSDH donne un bilan d'au moins 40 djihadistes tués. Les frappes américaines sont dénoncées par la Russie, qui accuse Washington d'avoir « compromis » le maintien du cessez-le-feu dans la région,.
Le 6 septembre, des manifestations contre le régime syrien et la Russie ont lieu à Idleb et Bab al-Hawa.
Le 10 septembre, les raids aériens du régime et de la Russie reprennent,,,,,. Au moins douze civils sont tués entre le 31 août et le 14 septembre selon l'OSDH.
Entre le 31 août, date de la conclusion du cessez-le-feu et le 1er décembre, les combats sporadiques font au moins 250 morts chez les loyalistes et 220 morts chez les djihadistes et les rebelles selon l'OSDH, tandis qu'au moins 160 civils, dont 45 enfants, sont tués par des bombardements.

## Réactions internationales
Le 6 mai, le secrétaire général des Nations unies António Guterres dénonce les frappes aériennes contre les centres médicaux, il exhorte « toutes les parties à respecter le droit international et à protéger les civils » et « réclame aux belligérants de s'engager à nouveau à respecter les arrangements de cessez-le-feu signés le 17 septembre ».
Le 7 mai, le président français Emmanuel Macron fait part de son « extrême préoccupation » face à « l'escalade de violence dans la région syrienne d'Idleb » où « les frappes du régime et de ses alliés, y compris sur des hôpitaux, ont tué de nombreux civils ces derniers jours. [...] La situation humanitaire en Syrie est critique et aucune option militaire n'est acceptable. Nous demandons l'arrêt des violences et soutenons l'ONU en faveur d'une nécessaire solution politique ».
La Turquie reste silencieuse lors des premiers jours de l'offensive,. Le 10 mai, le ministre turc de la Défense, Hulusi Akar, appelle la Russie à faire cesser l'offensive du régime : « Le régime tente d'élargir sa zone de contrôle dans le sud d'Idleb en violation de l'accord d'Astana. [...] Nous attendons de la Russie des mesures efficaces et déterminantes pour s'assurer que les forces du régime cessent leurs attaques dans le sud d'Idleb et se retirent immédiatement aux frontières conformément au processus d'Astana ».
Le 13 mai, le Royaume-Uni, la France et l'Allemagne appellent à « cesser l'escalade militaire » à Idleb et dénoncent une offensive du régime syrien qui ne participe pas d'une « lutte contre le terrorisme » mais d'une « reconquête impitoyable. [...] Les frappes aériennes sur les agglomérations, les bombardements aveugles et l'utilisation de barils de bombes, ainsi que le ciblage d'infrastructures civiles et humanitaires, notamment d'écoles et de centres de santé, constituent des violations flagrantes du droit international humanitaire ».
Le 17 mai, une réunion d'urgence se tient au Conseil de sécurité des Nations unies. Rosemary DiCarlo, la secrétaire générale adjointe de l'ONU pour les Affaires politiques, appelle « toutes les parties à cesser les hostilités », tandis que Mark Lowcock, secrétaire général adjoint du Bureau de la coordination des affaires humanitaires, parle d'« escalade effrayante » et de « cauchemar humanitaire ». L'ambassadeur de la Russie à l'ONU, Vassili Nebenzia, déclare : « Ni l'armée syrienne, ni l'armée russe ne visent des civils ou des installations civiles [...] Nos cibles sont les terroristes. [...] Nous réfutons toutes les accusations de violation du droit humanitaire international ». Son homologue syrien, Bachar Jaafari, affirme aussi qu'« il n'y a pas d'attaque aléatoire contre la population civile ». Feridun Sinirlioğlu, ambassadeur de la Turquie à l'ONU, rejette l'argument d'une lutte antiterroriste et dénonce le régime syrien, qui « cible délibérément des civils, des écoles, des hôpitaux ». Il affirme que depuis deux jours, un groupe turco-russe travaille sur les moyens de faire respecter la « désescalade » dans le nord-ouest syrien, mais sans plus de précision.
Le 31 mai, les Casques blancs, l'Alliance des ONG syriennes (SNA) et d'autres ONG syriennes publient un communiqués commun appelant le Conseil de sécurité de l'ONU à « agir rapidement pour stopper l'escalade actuelle et imposer un volet diplomatique pour parvenir à un règlement politique ». 
Le 2 juin, dans un appel publié dimanche par le journal britannique The Observer, une centaine de médecins, dont le Prix Nobel de la Paix, le gynécologue congolais Denis Mukwege, demandent la fin des attaques contre les structures médicales à Idleb.
Lama Fakih, directrice par intérim de la division Moyen-Orient à Human Rights Watch, déclare également : « L’alliance militaire russo-syrienne utilise de manière indiscriminée contre des civils piégés une panoplie d’armes pourtant interdites par le droit international. [...] Des armes à sous-munitions, des engins incendiaires, interdites selon le droit international, ainsi que des barils d’explosifs [sont] largués sur ces zones d’après des secouristes, des témoins et des informations disponibles en accès libre ».
Le 26 juillet, la Haut-Commissaire des Nations unies aux droits de l'homme Michelle Bachelet dénonce l'« indifférence générale de la communauté internationale » face au nombre croissant de civils tués « par une succession de frappes aériennes »,. Elle déclare que des frappes aériennes ont visé des établissements de santé, des écoles et d'autres infrastructures civiles telles que des marchés et des boulangeries : « Ce sont des objectifs civils et il semble très peu probable, vu la fréquence et l'acharnement de ces attaques, qu'ils soient tous touchés par accident. [...] Les attaques intentionnelles contre les civils constituent des crimes de guerre et ceux qui les ont ordonnées ou perpétrées sont pénalement responsables de leurs actes ».
Le 31 juillet, Mark Lowcock, le secrétaire général adjoint du Bureau de la coordination des affaires humanitaires (OCHA) dénonce également l'inaction du Conseil de sécurité des Nations unies : « Depuis plus de 90 jours, les bombardements et le pilonnage du gouvernement de la Syrie, soutenu par la Fédération de Russie, ont produit un carnage dans la zone dite de désescalade d’Idlib. [...] Mon bureau et moi-même vous ont informé à sept reprises à ce sujet depuis le 29 avril, date à laquelle l'offensive a commencé. [...] Vous, au Conseil de sécurité, avez ignoré tous les précédents appels que vous avez entendus. Vous savez ce qui se passe et vous n'avez rien fait depuis 90 jours alors que le carnage continue devant vos yeux. Allez-vous à nouveau hausser les épaules, comme l'a dit Michelle Bachelet ? Ou allez-vous écouter les enfants d'Idlib et faire quelque chose à ce sujet ? »,. Il estime qu'Idleb pourrait devenir « le pire désastre humanitaire du XXIe siècle ».
Le 13 septembre, le secrétaire général des Nations unies António Guterres annonce la création d'une commission d'enquête interne sur les bombardements d'hôpitaux en Syrie. Elle est chargée d'enquêter sur les incidents survenus dans le nord-ouest de la Syrie après l'établissement de l'accord russo-turc sur l'établissement d'une zone démilitarisée à Idleb. Selon le porte-parole de l'ONU, Stéphane Dujarric, ses conclusions ne seront pas rendues publiques. L'instance est dirigée par général nigérian, Chikadibia Obiakor, et comprend la Singapourienne Janet Lim et la Portugaise Maria Santos Pais. Elle est aidée par le général péruvien Fernando Ordonez, et un ancien responsable suisse de la Croix-Rouge internationale, Pierre Ryter.

## Pertes
Selon l'Observatoire syrien des droits de l'homme (OSDH), au moins 1 406 loyalistes, 1 670 rebelles, dont 1 088 djihadistes, et 1 048 civils, dont 186 femmes et 261 enfants, sont tués par les combats et les bombardements dans la poche d'Idleb entre le 30 avril et le 5 septembre 2019. Parmi les civils, au moins 539, dont 91 femmes et 151 enfants, ont été tués par l'aviation du régime syrien ; au moins 226, dont 43 femmes et 44 enfants, par l'aviation russe ; au moins 88, dont 19 femmes et 15 enfants, par les barils d'explosifs largués par des hélicoptères loyalistes ; au moins 115, dont 20 femmes et 21 enfants, par l'artillerie du régime et au moins 80, dont 14 femmes et 26 enfants, par l'artillerie des rebelles et des djihadistes.
Au 30 septembre, le bilan de l'OSDH est de 1 421 loyalistes, 1 677 rebelles, dont 1 089 djihadistes, et 1 066 civils tués, dont 189 femmes et 264 enfants.
Selon le Réseau syrien des droits de l'homme (SNHR), au moins 554 civils, dont 130 enfants, sont tués et 2 117 autres sont blessés par les bombardements du régime et de la Russie entre le 26 avril et le 7 juillet 2019,.
Le 26 juillet, le Haut-Commissariat des Nations unies aux droits de l'homme affirme avoir recensé la mort d'au moins 450 civils, dont « 103 décès causés par les frappes aériennes au cours des dix derniers jours ». La Haut-Commissaire Michelle Bachelet précise que cependant que « le nombre de victimes est tel qu’il n’est plus possible de donner une estimation fiable ».

## Crimes de guerre
Le 2 mars 2020, la Commission d’enquête internationale de l'ONU sur la Syrie conclut dans un rapport avoir trouvé des preuves de la participation d'avions russes lors de deux frappes aériennes à Idleb et dans la campagne de Damas, en juillet et août 2019, ayant fait plus de 60 morts : « La Commission a conclu qu'un avion russe a participé à chaque incident. [...] L'armée de l’air russe n’a pas dirigé les attaques vers un objectif militaire spécifique, ce qui équivaut au crime de guerre consistant à lancer des attaques aveugles sur des zones civiles ».

## Réfugiés
Au total selon le Bureau de la coordination des affaires humanitaires (OCHA), au moins 20 installations médicales — dont 19 sont mises hors service — 17 écoles et trois camps de réfugiés sont touchés par des raids aériens entre le 29 avril et le 22 mai. Le 7 juillet, le nombre d'installations médicales touchées passe à 25 et celui des écoles à 45. Selon l'OCHA, au moins 400 000 civils ont également été déplacés par les bombardements et les combats entre fin avril et fin juillet. Les réfugiés s'entassent dans des camps près de la frontière turque, délimitée par un mur. La Turquie refuse de rouvrir sa frontière pour accueillir de nouveaux réfugiés. Des milliers d'autres déplacés s'installent dans des oliveraies, faute de place dans les camps de réfugiés,.

### Vidéographie
- [vidéo] Syrie: préparation d'une attaque des rebelles contre le régime, Le Point, 21 mai 2019.
- [vidéo] Syrie : rebelles et jihadistes passent à l'offensive à Hama, France 24, 7 juin 2019.
- [vidéo] Syrie : Des combats décisifs mais très limités autour d'Idleb, France 24, 12 juillet 2019.
- [vidéo] Syrie : la population contre les djihadistes, ARTE, 11 septembre 2019.
- [vidéo] Inside Idlib: The Plight of Civilians in Syria’s Last Rebel Stronghold, VICE News, 30 septembre 2019.